# T. M. Lewin
T. M. Lewin & Sons Limited (T.M. Lewin) er en britisk forhandler af skjorter og andet klassisk herretøj. Virksomheden blev grundlagt i 1898.

## Historie
Thomas Mayes Lewin (T.M. Lewin) åbnede sin første butik på Jermyn Street i St James's i London. T. M. Lewin producerede skjorter og andre beklædningsgenstande og var med til at producere på nye måder. Grundlæggeren var en af de første, der fremstillede skjorter med knapper, der lukkes på forsiden.
T. M. Lewin & Sons fremstille varer i mellemkrigstiden til klubber og til både RAF, British Army og sportsforeninger.
I 1979 blev T. M. Lewin & Sons købt af McKenna-familien. I 1980 sluttede Geoff Quinn fra Turnbull & Asser sig til. McKenna-familien og Geoff Quinn ønskede at købe skjorter direkte fra producenterne, og derfor købte de i 1983 Asquith Brown, en skjorteproducent ejet af John Francomb, der blev en del af ledelsen i T. M. Lewin. I 1980'erne voksede firmaet meget, efter man begyndte at forhandle med producenterne.
I 1989 åbnede T. M. Lewin sin anden butik i Lime Street i London, og i 1993 blev Geoff Quinn administrerende direktør, efter begge McKenna-brødrene var døde. I 1990'erne fortsatte T. M. Lewin med at åbne nye butikker og udvidede produktsortimentet. I 2005 introducereded jakkesæt i porteføljen efter to års udvikling.
Klubslips er stadig en stor del af firmaets salg som regimentsslips til British Army, RAF, colleges og universiteter.
I 2012 indgik det en aftale med Myer i Australien, og T. M. Lewin åbnede sin første butik i landet den 30. januar, og mærket forhandles i flere af Myers butikker. 

## Udbredelse
I dag driver T. M. Lewin 75 butikker i Storbritannien og Irland, hvoraf 38 ligger i Greater London, og otte er en del af House of Fraser. Der er også butikker over hele verden og en online butik. Virksomheden har også tilpasning af tøj.
T. M. Lewins skjorter bliver ikke længere fremstillet i Storbritannien. Firmaet fremstiller stadig skoleslips til mange offentlige skoler i Storbritannien.